# Paule Gobillard
Paule Gobillard (n. 3 decembrie 1867, Quimperlé, Bretagne, Franța – d. 27 februarie 1946, Paris, Franța) a fost o artistă franceză și pictoriță post-impresionistă care a fost puternic influențată de impresioniști. A fost nepoata lui Berthe Morisot și a lui Eugène Manet⁠(d), fratele lui Édouard Manet, care i-a predat lecții de pictură, ca parte a educației sale, când a rămas orfană la o vârstă fragedă. Ea era necunoscută pe scena artistică în comparație cu rudele ei. Ea a expus cu Société des Indépendants⁠(d) în 1904 și în 1926.

## Viața și opera
Cele câteva detalii care există despre viața personală a lui Gobillard se bazează în mare parte pe memoriile verișoarei ei Julie Manet⁠(d). S-a născut în orașul Quimperlé, pe coasta de sud a Bretaniei. A fost fiica cea mare a lui Théodore Gobillard (1833–1879) și Yves Morisot (1838–1893), care a fost sora lui Berthe Morisot, renumită pictoriță impresionist și descendentă directă a lui Jean-Honoré Fragonard, un pictor în stilul rococo din Vechiul Regim. Ea a avut doi frați, Marcel și Jeanne. De-a lungul copilăriei, Gobillard a fost aleva și modelul frecvent al mătușii sale și este prezentată în cel puțin zece dintre picturile lui Morisot, inclusiv Paule Gobillard în rochie de bal.
La vârsta de 26 de ani, Gobillard a rămas orfană împreună cu frații ei, deoarece mama lor a murit în 1893 și locuia cu mătușa ei, Berthe, la Paris. În timpul șederii lor cu mătușa ei, ea și sora ei Jeanne au fost inițial modele pentru picturile ei. Preferată de mătușa ei ca model în lucrările ei, Berthe a învățat-o să picteze. Impresionată de cunoștințele ei impresioniste, ea a pictat viața de zi cu zi a copiilor, femeilor și în aer liber cu tandrețea pastelurilor deschise, în special în reprezentarea în naturile ei moarte a florilor din vazele lor.

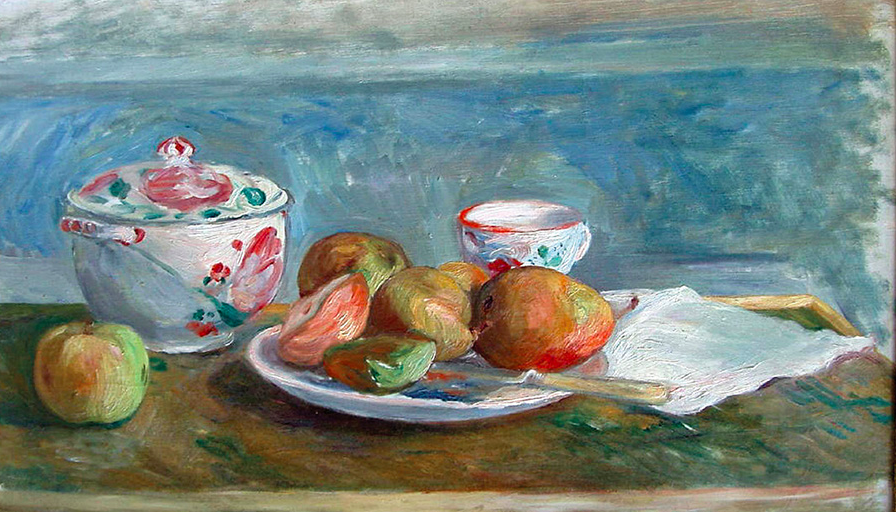
Gobillard ulei pe pânză, 24 x 15 inch; Galeriile Findlay

De asemenea, a folosit nuanțele de culoare de la celălalt mentor al ei, Pierre-Auguste Renoir, care a adus senzualitate stilului impresionismului. Renoir le implora adesea pe surorile Gobillard să pozeze pentru el ca modele și să le învețe pe de altă parte, pictând în timpul întâlnirilor sale pe coasta de sud a Franței, în special în Bretania. În această perioadă, ea a servit și ca model în mai multe picturi ale prietenului apropiat Edgar Degas. În 1894, ea a susținut prima ei expoziție a lucrărilor sale și, ulterior, a expus alături de alți artiști importanți în acea perioadă la Société des Indépendants⁠(d). În 1900, sora lui Paule s-a căsătorit cu Paul Valéry, un poet și eseist francez. După această căsătorie, Paule a locuit alături de cuplu în casa lui Morisot, unde a produs unele dintre cele mai cunoscute lucrări ale ei. Ea a continuat să expună alte două lucrări la Salon d'Automne în 1904 și apoi douăsprezece lucrări la Le Salon des Tuileries în 1926. Gobillard a continuat să picteze și a trăit până în 1946, când a murit la Paris.

## Moștenire
În 1983, prima doamnă a Filipinelor de atunci, Imelda Marcos, a cumpărat cincizeci și două de tablouri ale lui Gobillard pentru 273.000 dolari americani de la Hammer Galleries, o galerie de artă din New York, ca parte a extravagantelor sale cheltuieli din perioada în care soțule ei era președinte. Picturile sunt în prezent în litigiu cu Comisia Prezidențială pentru Buna Guvernare.
La 30 iunie 2004, peste 100 de picturi și desene ei din colecția nepotului ei, François Valéry, au fost scoase la licitație de casa de licitații pariziană Calmels–Cohen.